# Marsupella
Marsupella es un género de hepáticas perteneciente a la familia Gymnomitriaceae. Comprende 77 especies descritas y de estas, solo 48 aceptadas.

## Taxonomía
El género fue descrito por Barthélemy Charles Joseph Dumortier y publicado en  Commentationes Botanicae 114. 1822[1822]. La especie tipo es:  Marsupella emarginata (Ehrh.) Dumort.

## Especies aceptadas
A continuación se brinda un listado de las algunas especies del género Marsupella aceptadas hasta marzo de 2015, ordenadas alfabéticamente. Para cada una se indica el nombre binomial seguido del autor, abreviado según las convenciones y usos.	
- Marsupella adusta (Nees) Spruce
- Marsupella africana Stephani ex Bonner
- Marsupella alata S. Hatt. & N. Kitag. ex N. Kitag.
- Marsupella alpina (Gottsche ex Husn.) Bernet
- Marsupella andreaeodies K. Müller
- Marsupella aquatica (Lindenb.) Schiffner
- Marsupella arctica (Berggr.) Bryhn & Kaal.
- Marsupella aurita (Lehm.) Sim